# Sis dies de Brisbane
Els Sis dies de Brisbane era una cursa de ciclisme en pista, de la modalitat de sis dies, que es corria a Brisbane (Austràlia). Només es disputà l'edició de 1932.

## Palmarès
| Any  | Primers                     | Segons                         | Tercers                           |
| ---- | --------------------------- | ------------------------------ | --------------------------------- |
| 1932 | Richard Lamb · Jack Standen | Archie McLennan · Frank Thomas | Jack Fitzgerald · Hubert Opperman |